# Flooding (psychologie)
Onder flooding of implosion verstaat men de gedragstherapie die tracht angsten uit te laten doven door een mens of dier overmatig en langdurig bloot te stellen aan waar hij angstig voor is.
Flooding wordt gebruikt met het doel om de angstreactie te doven. Maar kan er ook voor zorgen dat er angsten ontstaan of angsten verergeren. Bij flooding is er kans op meerdere ongewenstebijverschijnselen;
1. verergeren van angsten, dwz angst krijgen voor signalen die erop wijzen dat er een angstaanjagende situatie op komst is.
2. verlies van vertrouwen in omgeving, leven in continue aanwezige stress
3. trauma
4. aangeleerde hulpeloosheid, dwz het 'breken', depressie

Er zijn 2 voorwaarden wil flooding een positief effect hebben;
1. de client moet gemotiveerd zijn om van zijn angsten af te komen
2. hetgeen waar de client angst voor heeft moet ook daadwerkelijk niet gevaarlijk zijn